# Il trenino Thomas - Viaggio oltre i confini di Sodor
Il trenino Thomas - Viaggio oltre i confini di Sodor (Thomas & Friends - Journey Beyond Sodor) è un film del 2017 diretto da David Stoten.

## Trama
Henry fa un incidente mentre traina un treno merci diretto verso Bridlington, sulla terraferma. Sir Topham Hatt sceglie James per portare il treno. Thomas è geloso, e pensa che Sir Topham preferisce James a lui. Per dimostrare a James che è lui il preferito, Thomas prende il treno merci prima di James e si dirige verso Bridlington. Sulla strada, incontra Beresford la gru, le locomotive sperimentali Lexi, Theo e Merlin, ma ad un certo punto Thomas sbaglia strada e finisce in una fonderia. Siccome Thomas non torna più sull'isola di Sodor, James viene mandato a cercarlo.

## Accoglienza
Il film ha ricevuto recensioni positive. Common Sense Media gli ha dato 3 stelle su 5, definendolo "un'avventura piena di suspence", con "messaggi positivi e l'aggiunta di nuovi personaggi vivaci che aggiungono divertimento alla storia", tuttavia facendo notare che è più cupo rispetto agli altri film della serie. 

### Incassi
Il film ha incassato, contando l'uscita originale e le riedizioni, 498.344 dollari in totale.